# Lord-Howepurperkoet
De Lord-Howepurperkoet (Porphyrio albus) is een uitgestorven vogel uit de familie van de rallen (Rallidae). 

## Verspreiding en leefgebied
Deze vogel was endemisch op Lord Howe-eiland in Australië.